# Sabina Bakaeva
Sabina Bakaeva (* 1995 in Sankt Petersburg) ist eine usbekische Journalistin. Ihr Debütfilm Nagota (Nudity) wurde bei den 75. Internationalen Filmfestspielen Berlin 2025 in der Sektion Forum Special uraufgeführt.

## Leben
In Sankt Petersburg geboren verbrachte Bakaeva ihr gesamtes Leben in Usbekistan, wo sie als Journalistin und Medienmanagerin arbeitet. Bakaevas Erstlingswerk „Nudity“ entstand im Jahre 2023 in einem Workshop der renommierten französischen Filmschule Ateliers Varan, einer Vereinigung von Filmschaffenden mit Sitz in Paris, die in Zusammenarbeit mit der Tashkent Film School, einem unabhängigen Bildungszentrum für Filmschaffende aus Usbekistan und Zentralasien, einen nicht-akademischen praktischen Kurs zur Produktion von Dokumentarfilmen in Taschkent anbot.

## Werk
Bakaevas Dokumentation Nagota hatte 2025 Weltpremiere bei den 75. Internationalen Filmfestspielen in Berlin. Dort war der Film Teil eines Kurzfilmprogramms mit drei Arbeiten von Filmemacherinnen der jungen Generation in der Sektion Forum Special. Nach Saodat Ismailovas Film 40 Days of Silence, der 2014 auf der Berlinale Premiere feierte und Yusps Razykovs „Orator“, der 2020 dort präsentiert wurde, ist Sabina Bakaevas Dokumentarfilm damit die dritte Produktion aus Usbekistan, die während der Berlinale vorgestellt wurde.
Bakaevas Film präsentiert ein offenes Mutter-Tochter-Gespräch über das Aufwachsen als Frau in Usbekistan, sowohl früher als auch heute. Bakaeva führt in diesem Film nicht nur Regie, sondern ist auch eine der beiden Akteurinnen und stand hinter der Kamera. Im persönlichen Gespräch mit ihrer eigenen Mutter – Zamira Bakaeva – zeigt Bakaeva die Persönlichkeitsentwicklung einer 66-jährigen Frau in Usbekistan, die es schaffte, die Restriktionen von Dogmen und Traditionen zu brechen und ihr Leben nach ihren eigenen Vorstellungen zu gestalten. Mit dem Film offenbart Sabina Bakaeva erfahrene Misogynie sowie die Asymmetrie der Geschlechter in Usbekistan.
In einem Interview mit der Zeitschrift Elle Uzbekistan und Gazeta.Uz legt Bakaeva die Motive ihres Erstlingsfilms dar:

“I proposed making a film about my mother and the transformation of her character. From someone used to living under restrictions without personal hobbies, she blossomed after turning 60, embracing numerous passions: singing, swimming, yoga, psychology, and playing the piano. She even enrolled in university.”

„Ich schlug vor, einen Film über meine Mutter und die Wandlung ihres Charakters zu machen. Von jemandem, der es gewohnt war, unter Einschränkungen und ohne persönliche Hobbys zu leben, blühte sie nach ihrem 60. Geburtstag auf und widmete sich zahlreichen Leidenschaften: Singen, Schwimmen, Yoga, Psychologie und Klavierspielen. Sie schrieb sich sogar an der Universität ein.“

„Ich habe für meine eigene Therapie gefilmt, weil ich sonst nicht in der Lage gewesen wäre, mit meiner Mutter über mich selbst zu sprechen.“